# 西太平洋鞭冠鮟鱇
西太平洋鞭冠鮟鱇為輻鰭魚綱鮟鱇目棘茄魚亞目鞭冠鮟鱇科的其中一種，為深海魚類，分布於中西太平洋海域，棲息深度約350公尺，體長可達3.9公分，生活習性不明，不具經濟價值。

## 扩展阅读
維基物種上的相關：西太平洋鞭冠鮟鱇